# Michael Schumacher (Choreograf)
Michael Schumacher (* 1961 in Spokane, Washington) ist ein US-amerikanischer Choreograph, Balletttänzer und -lehrer.

## Leben
Schumacher wuchs in Lewiston, Idaho, auf und begann dort seine Laufbahn als Tänzer. An der Juilliard School schloss er ein Tanzstudium mit dem Bachelor of Fine Arts ab. Später ging er nach Europa und ließ sich in Amsterdam nieder. Als Tänzer war er Mitglied mehrerer bedeutender Gruppen, darunter der The Forsythe Company, Twyla Tharp Dance, des Feld Ballet, der Pretty Ugly Dance Company und der Magpie Music Dance Company. Mehrfach übernahm er Partien in Produktionen von Peter Sellars, darunter in Bijbelse Stukken, Peony Pavilion, El Niño, Bach Cantatas und La passion de Simone. Außerdem trat er in Choreographien von Cora Bos-Kroese, Dana Caspersen, Anouk van Dijk, Mark Haim, Chico Katsube, Ruth Meyer und Paul Selwyn Norton auf.
Als Choreograph arbeitete Schumacher zweimal für die Forsyte Company, zunächst mit Splendor Shed (1990), dann mit Blender Head (1994). Zudem schuf er Choreographien für das Netherlands Dance Theater III, das The Dutch National Ballet und die Dansgroep Amsterdam. In Zusammenarbeit mit seinem Bruder Steven entstand 1995 Unwrapped, in Zusammenarbeit mit Daniela Graça, Marcelo Evelin und Anat Geiger ANDAMAMI (2000) und Glashuis (2001). Seit Ende der 1990er Jahre erscheinen seine Choreographien regelmäßig beim Holland Dance Festival.
Als Improvisator arbeitete Schumacher mehrfach mit dem Cellisten und Komponisten Alex Waterman zusammen: Heaven Is A Radio (2003 am Frascati Theater in Amsterdam) Dans le Jardin (2004 bei der Biennale de la Danse in Lyon und 2006 beim STEPS Festival in der Schweiz) und Six Suites (2005 beim Holland Dance Festival in Den Haag). 2008 wurde Schumacher mit dem Gouden Zwaan und dem Jiri-Kylián-Ring ausgezeichnet.